# Streptopus amplexifolius
Streptopus amplexifolius är en liljeväxtart som först beskrevs av Carl von Linné, och fick sitt nu gällande namn av Augustin Pyrame de Candolle. Streptopus amplexifolius ingår i släktet Streptopus och familjen liljeväxter. Inga underarter finns listade.

## Bildgalleri

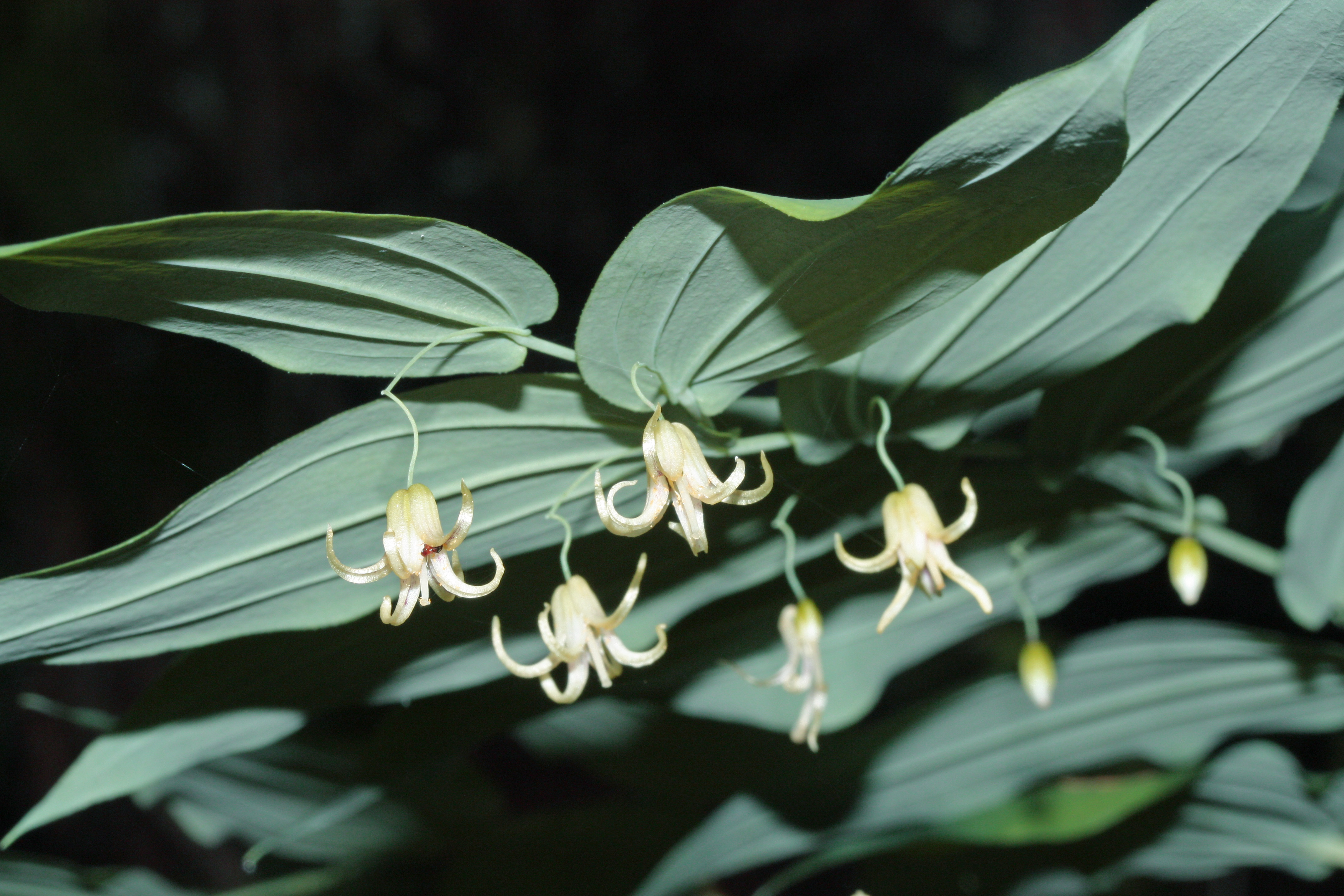
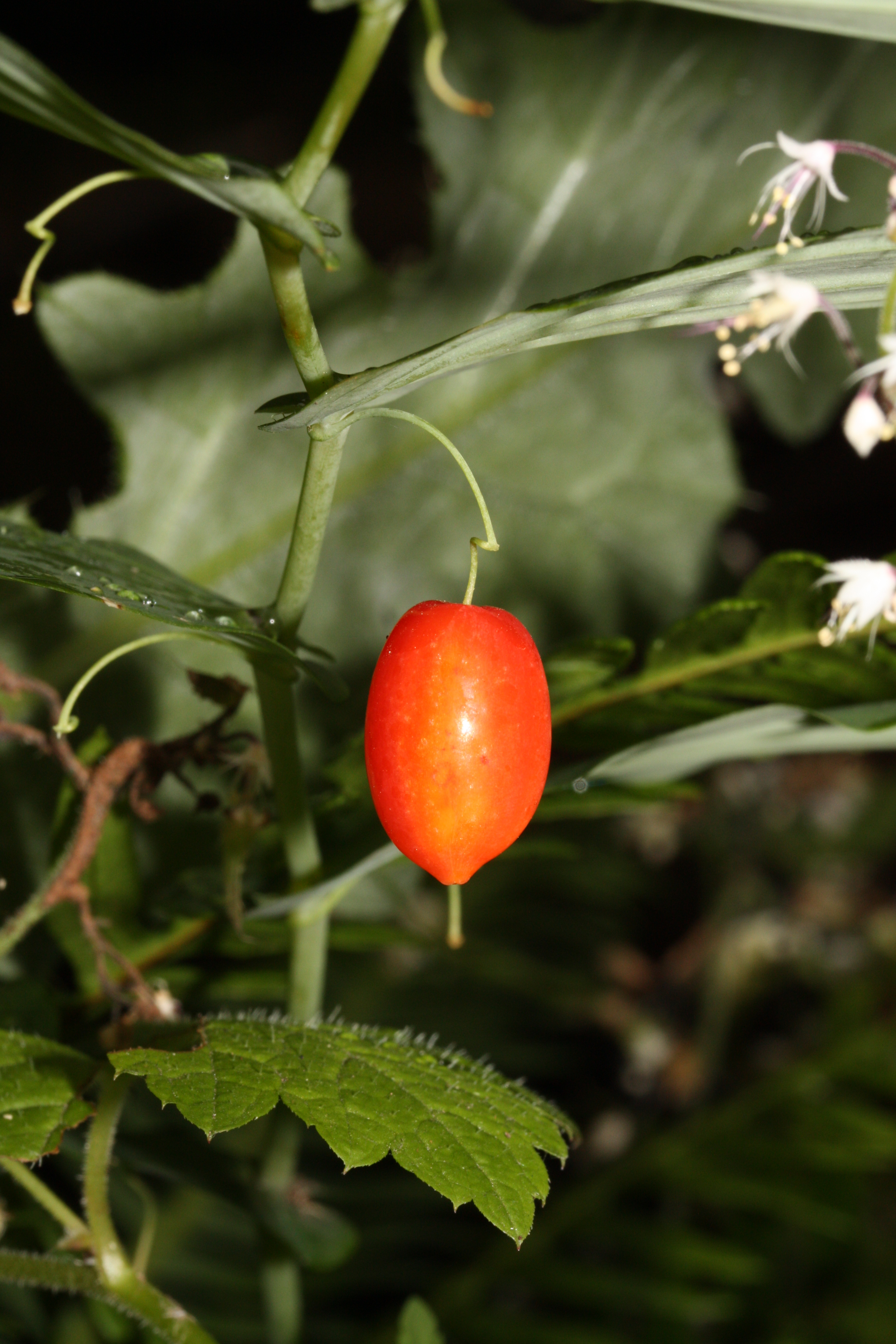
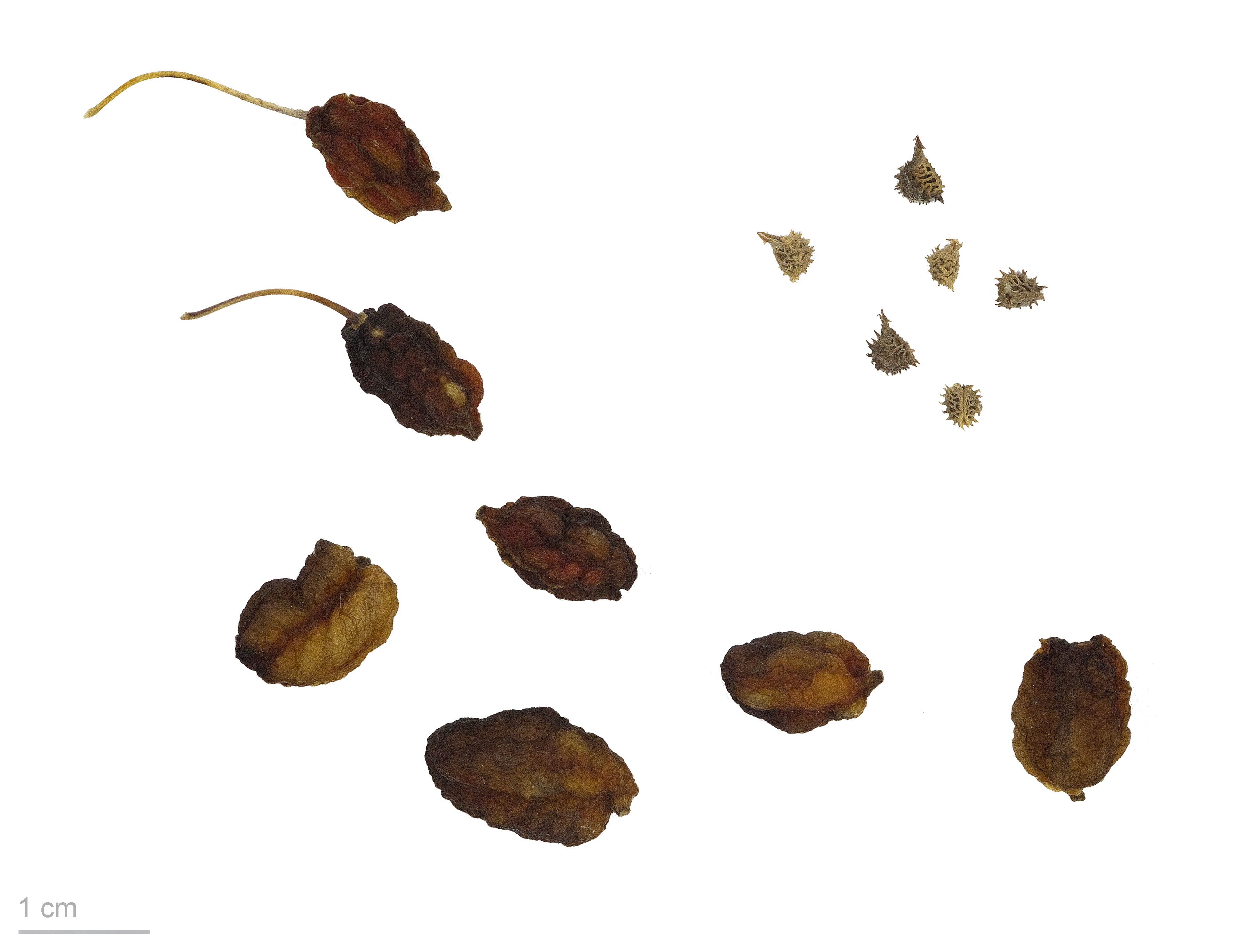